# Izé
Izé är en kommun i departementet Mayenne i regionen Pays de la Loire i nordvästra Frankrike. Kommunen ligger i kantonen Bais som tillhör arrondissementet Mayenne. År 2022 hade Izé 458 invånare.

## Befolkningsutveckling
Antalet invånare i kommunen Izé
| Referens: INSEE |